# Krastjo Mirski

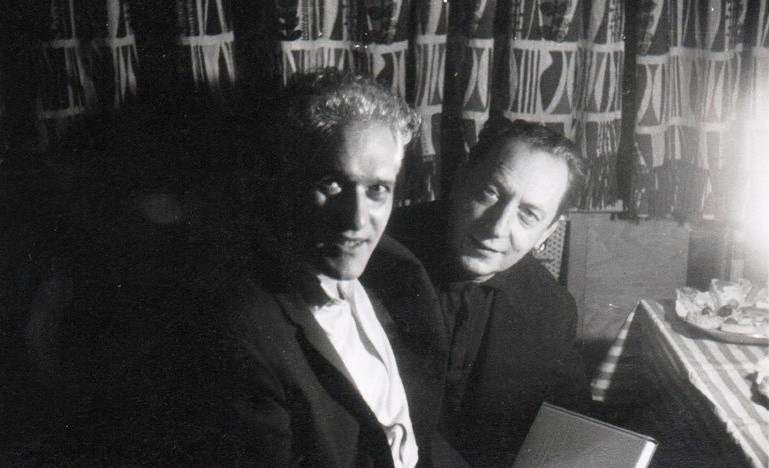
Krastjo Mirski (links) und Lubomir Tenev

Krastjo Petrow Mirski bulgarisch Кръстьо Петров Мѝрски, (* 29. Januar 1920 in Sofia; † 4. April 1978 ebenda) war ein bulgarischer Regisseur.

## Leben
Mirski studierte in Paris, Wien und Köln Theaterwissenschaften und Schauspielkunst. Er war dann über viele Jahre als Regisseur am bulgarischen Nationaltheater in Sofia und gehörte zu den bedeutendsten Regisseuren seines Landes.
Zu seinen bekanntesten Inszenierungen gehörten Die Schwiegertochter nach Georgi Karaslawow, Liebe (Wassilew), Don Karlos (Schiller), Nora (Henrik Ibsen), Der Wald (Alexander Nikolajewitsch Ostrowski), Wassa Schelesnowa (Maxim Gorki) und Das Ehrengericht (Ignatow).
Er wurde mit dem Dimitroffpreis ausgezeichnet.